# Wołodymyr Hura
Borys Josypowycz Niemiec, ukr. Володимир Романович Гура, ros. Владимир Романович Гура, Boris Iosifowicz Niemiec (Niemcow) (ur. 9 sierpnia 1924, Polska, zm. 19??, Ukraina) – ukraiński piłkarz, grający na pozycji napastnika, trener piłkarski.

## Kariera piłkarska
W latach 40.50. XX wieku występował w Spartaku Stanisławów.

## Kariera trenerska
Karierę szkoleniowca rozpoczął po zakończeniu kariery piłkarza. Najpierw pomagał trenować rodzimy klub Spartak Stanisławów, w 1961 prowadził Spartak. W 1965 stał na czele klubu Karpaty Kołomyja.

## Sukcesy i odznaczenia

### Sukcesy piłkarskie
Spartak Stanisławów
- mistrz Ukraińskiej SRR wśród amatorów: 1955